# 12.ª etapa da Volta a Espanha de 2020
A 12.ª etapa da Volta a Espanha de 2020 teve lugar a 1 de novembro de 2020 entre Pola de Laviana e o Alto de El Angliru sobre um percurso de 109,4 km e foi vencida pelo britânico Hugh Carthy da equipa EF. O equatoriano Richard Carapaz da equipa Ineos Grenadiers recuperou a liderança antes da segunda e última jornada de descanso.

## Classificação da etapa
| \| Classificação por etapas \| Classificação por etapas \| Classificação por etapas \| Classificação por etapas \| Classificação por etapas \| \| Ciclista \| Ciclista \| Equipe \| Tempo \| \| \| ------------------------ \| ------------------------ \| ------------------------ \| ------------------------ \| ------------------------ \| \| 1. \| Hugh Carthy \| EF Pro Cycling \| 3h08m40s \| \| \| 2. \| Aleksandr Vlasov \| Astana \| + 16s \| \| \| 3. \| Enric Mas \| Movistar Team \| + 16s \| \| \| 4. \| Richard Carapaz \| Ineos Grenadiers \| + 16s \| \| \| 5. \| Primož Roglič \| Jumbo-Visma \| + 26s \| \| \| 6. \| Sepp Kuss \| Jumbo-Visma \| + 26s \| \| \| 7. \| Daniel Martin \| Israel Start-Up Nation \| + 26s \| \| \| 8. \| Wout Poels \| Bahrain McLaren \| + 1m35s \| \| \| 9. \| Michael Woods \| EF Pro Cycling \| + 1m35s \| \| \| 10. \| Felix Großschartner \| Bora-Hansgrohe \| + 2m15s \| \| |                     |                        |          |
| |                     |                        |          |
| Fonte: ProCyclingStats |                     |                        |          |
| Classificação por etapas |                     |                        |          |
| Ciclista | Ciclista            | Equipe                 | Tempo    |
| 1. | Hugh Carthy         | EF Pro Cycling         | 3h08m40s |
| 2. | Aleksandr Vlasov    | Astana                 | + 16s    |
| 3. | Enric Mas           | Movistar Team          | + 16s    |
| 4. | Richard Carapaz     | Ineos Grenadiers       | + 16s    |
| 5. | Primož Roglič       | Jumbo-Visma            | + 26s    |
| 6. | Sepp Kuss           | Jumbo-Visma            | + 26s    |
| 7. | Daniel Martin       | Israel Start-Up Nation | + 26s    |
| 8. | Wout Poels          | Bahrain McLaren        | + 1m35s  |
| 9. | Michael Woods       | EF Pro Cycling         | + 1m35s  |
| 10. | Felix Großschartner | Bora-Hansgrohe         | + 2m15s  |

## Classificações ao final da etapa

### Classificação geral
| \| Classificação geral \| Classificação geral \| Classificação geral \| Classificação geral \| Classificação geral \| \| Ciclista \| Ciclista \| Equipe \| Tempo \| \| \| ------------------- \| ------------------- \| ---------------------- \| ------------------- \| ------------------- \| \| 1. \| Richard Carapaz \| Ineos Grenadiers \| 48h29m27s \| \| \| 2. \| Primož Roglič \| Jumbo-Visma \| + 10s \| \| \| 3. \| Hugh Carthy \| EF Pro Cycling \| + 32s \| \| \| 4. \| Daniel Martin \| Israel Start-Up Nation \| + 35s \| \| \| 5. \| Enric Mas \| Movistar Team \| + 1m50s \| \| \| 6. \| Wout Poels \| Bahrain McLaren \| + 5m13s \| \| \| 7. \| Felix Großschartner \| Bora-Hansgrohe \| + 5m30s \| \| \| 8. \| Alejandro Valverde \| Movistar Team \| + 6m22s \| \| \| 9. \| Aleksandr Vlasov \| Astana \| + 6m41s \| \| \| 10. \| Mikel Nieve \| Mitchelton-Scott \| + 6m42s \| \| |                     |                        |           |
| |                     |                        |           |
| Fonte: ProCyclingStats |                     |                        |           |
| Classificação geral |                     |                        |           |
| Ciclista | Ciclista            | Equipe                 | Tempo     |
| 1. | Richard Carapaz     | Ineos Grenadiers       | 48h29m27s |
| 2. | Primož Roglič       | Jumbo-Visma            | + 10s     |
| 3. | Hugh Carthy         | EF Pro Cycling         | + 32s     |
| 4. | Daniel Martin       | Israel Start-Up Nation | + 35s     |
| 5. | Enric Mas           | Movistar Team          | + 1m50s   |
| 6. | Wout Poels          | Bahrain McLaren        | + 5m13s   |
| 7. | Felix Großschartner | Bora-Hansgrohe         | + 5m30s   |
| 8. | Alejandro Valverde  | Movistar Team          | + 6m22s   |
| 9. | Aleksandr Vlasov    | Astana                 | + 6m41s   |
| 10. | Mikel Nieve         | Mitchelton-Scott       | + 6m42s   |

### Classificação por pontos
| Classificação por pontos | Classificação por pontos | Classificação por pontos | Classificação por pontos | Classificação por pontos |
| Ciclista                 | Ciclista                 | Equipe                   | Pontos                   |                          |
| ------------------------ | ------------------------ | ------------------------ | ------------------------ | ------------------------ |
| 1.                       | Primož Roglič            | Jumbo-Visma              | 147 pts                  |                          |
| 2.                       | Richard Carapaz          | Ineos Grenadiers         | 104 pts                  |                          |
| 3.                       | Daniel Martin            | Israel Start-Up Nation   | 100 pts                  |                          |
| 4.                       | Hugh Carthy              | EF Pro Cycling           | 75 pts                   |                          |
| 5.                       | Guillaume Martin         | Cofidis                  | 74 pts                   |                          |
| 6.                       | Enric Mas                | Movistar Team            | 66 pts                   |                          |
| 7.                       | Felix Großschartner      | Bora-Hansgrohe           | 60 pts                   |                          |
| 8.                       | Aleksandr Vlasov         | Astana                   | 57 pts                   |                          |
| 9.                       | Marc Soler               | Movistar Team            | 53 pts                   |                          |
| 10.                      | Michael Woods            | EF Pro Cycling           | 52 pts                   |                          |

### Classificação da montanha
| Classificação da montanha | Classificação da montanha | Classificação da montanha | Classificação da montanha | Classificação da montanha |
| Ciclista                  | Ciclista                  | Equipe                    | Pontos                    |                           |
| ------------------------- | ------------------------- | ------------------------- | ------------------------- | ------------------------- |
| 1.                        | Guillaume Martin          | Cofidis                   | 76 pts                    |                           |
| 2.                        | Richard Carapaz           | Ineos Grenadiers          | 30 pts                    |                           |
| 3.                        | Sepp Kuss                 | Jumbo-Visma               | 27 pts                    |                           |
| 4.                        | Tim Wellens               | Lotto-Soudal              | 22 pts                    |                           |
| 5.                        | Hugh Carthy               | EF Pro Cycling            | 21 pts                    |                           |
| 6.                        | Primož Roglič             | Jumbo-Visma               | 21 pts                    |                           |
| 7.                        | Daniel Martin             | Israel Start-Up Nation    | 20 pts                    |                           |
| 8.                        | Aleksandr Vlasov          | Astana                    | 18 pts                    |                           |
| 9.                        | Michael Storer            | Team Sunweb               | 17 pts                    |                           |
| 10.                       | Michael Woods             | EF Pro Cycling            | 16 pts                    |                           |

### Classificação dos jovens
| Classificação dos jovens | Classificação dos jovens | Classificação dos jovens | Classificação dos jovens | Classificação dos jovens |
| Ciclista                 | Ciclista                 | Equipe                   | Tempo                    |                          |
| ------------------------ | ------------------------ | ------------------------ | ------------------------ | ------------------------ |
| 1.                       | Enric Mas                | Movistar Team            | 48h31m17s                |                          |
| 2.                       | Aleksandr Vlasov         | Astana                   | + 4m51s                  |                          |
| 3.                       | David Gaudu              | Groupama-FDJ             | + 6m37s                  |                          |
| 4.                       | Georg Zimmermann         | CCC Team                 | + 32m59s                 |                          |
| 5.                       | Kobe Goossens            | Lotto-Soudal             | + 41m14s                 |                          |
| 6.                       | Gino Mäder               | NTT Pro Cycling          | + 42m08s                 |                          |
| 7.                       | William Barta            | CCC Team                 | + 42m30s                 |                          |
| 8.                       | Clément Champoussin      | AG2R La Mondiale         | + 1h09m47s               |                          |
| 9.                       | Andrea Bagioli           | Deceuninck-Quick Step    | + 1h12m25s               |                          |
| 10.                      | Juan Pedro López         | Trek-Segafredo           | + 1h15m17s               |                          |

### Classificação por equipas
| Classificação por equipes | Classificação por equipes | Classificação por equipes | Classificação por equipes |
| Equipe                    | Equipe                    | Tempo                     |                           |
| ------------------------- | ------------------------- | ------------------------- | ------------------------- |
| 1.                        | Movistar Team             | 145h16m13s                |                           |
| 2.                        | Jumbo-Visma               | + 1m29s                   |                           |
| 3.                        | Astana                    | + 26m39s                  |                           |
| 4.                        | UAE Team Emirates         | + 47m06s                  |                           |
| 5.                        | Mitchelton-Scott          | + 48m46s                  |                           |
| 6.                        | Cofidis                   | + 1h10m29s                |                           |
| 7.                        | Ineos Grenadiers          | + 1h48m18s                |                           |
| 8.                        | Groupama-FDJ              | + 2h12m20s                |                           |
| 9.                        | CCC Team                  | + 2h14m44s                |                           |
| 10.                       | EF Pro Cycling            | + 2h18m55s                |                           |

## Abandonos
Nenhum.